# Opisodasys enoplus
Opisodasys enoplus är en loppart som först beskrevs av Rothschild 1909.  Opisodasys enoplus ingår i släktet Opisodasys och familjen fågelloppor. Inga underarter finns listade i Catalogue of Life.